# Église Saint-Nicolas de Brusnica
Pour les articles homonymes, voir Église Saint-Nicolas.
L'église Saint-Nicolas de Brusnica (en serbe cyrillique : Црква Светог Николе у Брусници ; en serbe latin : Crkva Svetog Nikole u Brusnici) est une église orthodoxe serbe située à Brusnica, dans la municipalité de Gornji Milanovac et dans le district de Moravica, en Serbie. Elle est inscrite sur la liste des monuments culturels de grande importance de la république de Serbie (identifiant no SK 969),,,.

## Présentation
L'église, construite en 1837 est une fondation de Jovan Obrenović, le frère du prince Miloš Obrenović et de Jevrem Obrenović. Bâtie selon des plans de Nastas Stefnović, elle est constituée d'une nef unique couverte d'une voûte en berceau et prolongée par une abside demi-circulaire. Une tour-clocher massive, haute de trois étages, jouxte la façade occidentale de l'église ; on accède à ce clocher par un escalier de pierre situé sur le côté sud.

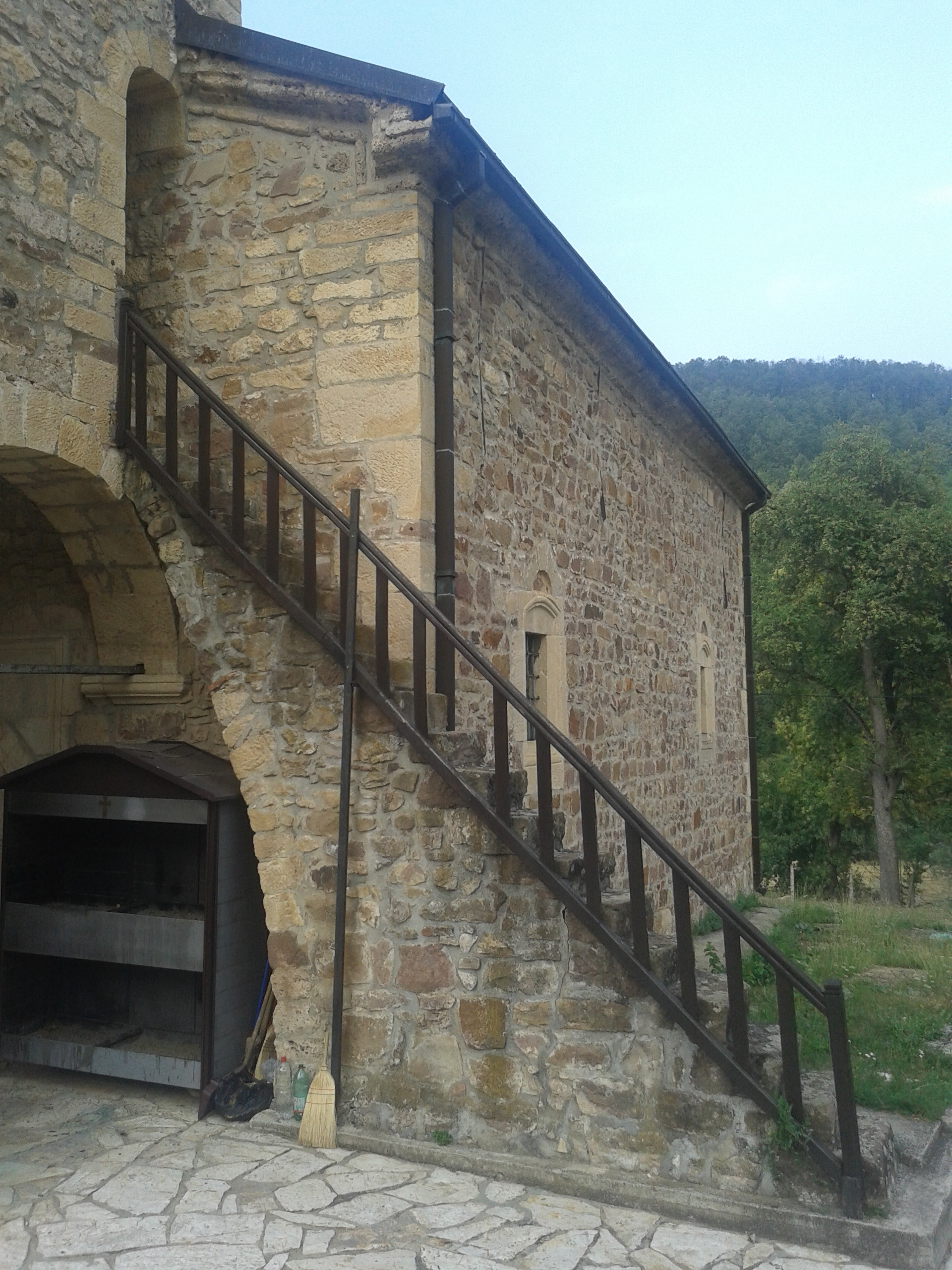
L'escalier qui conduit au clocher.

Les façades sont en pierre de taille ; le portail est doté d'un encadrement en pierre orné de motifs végétaux et d'animaux stylisés.

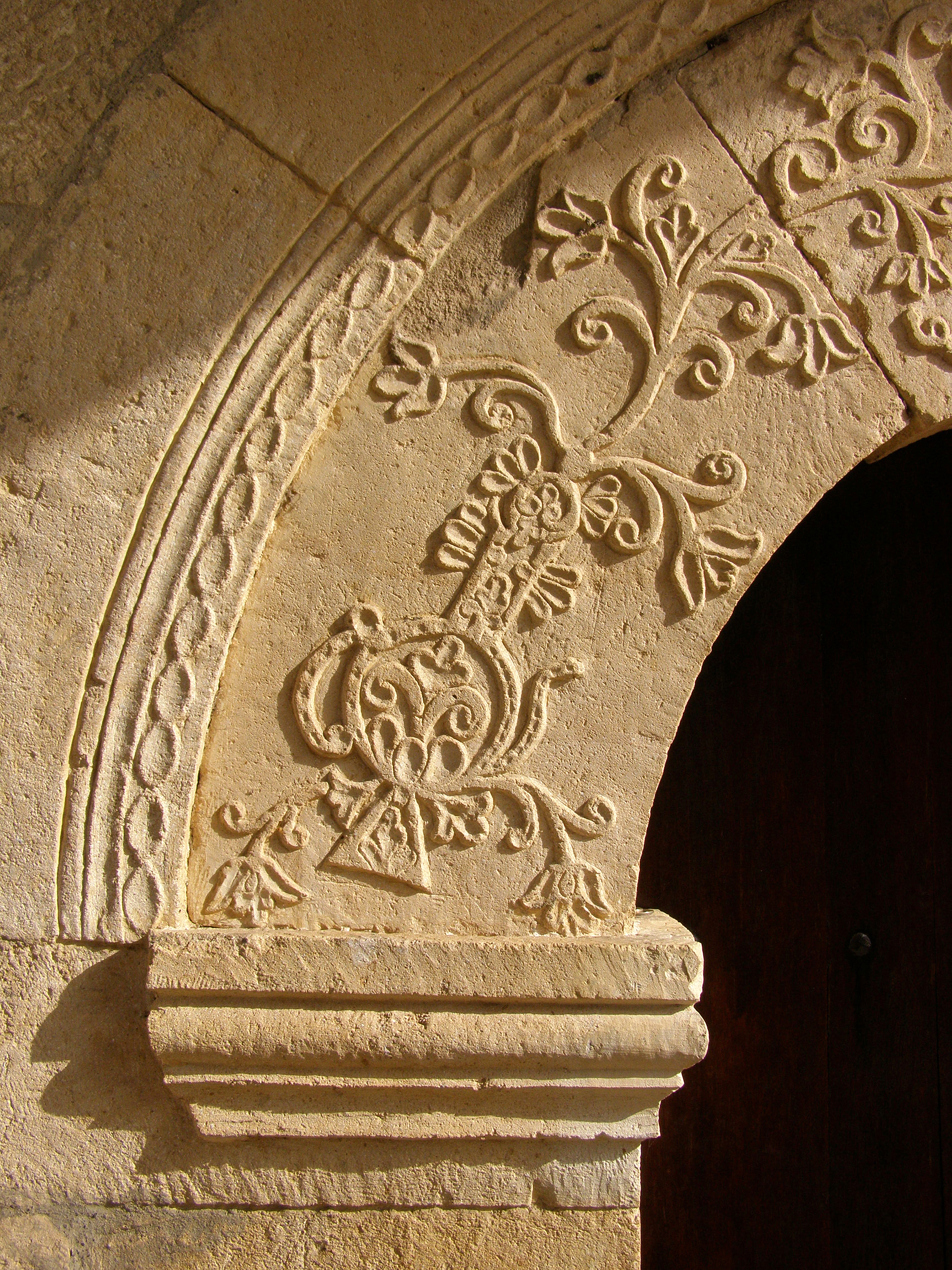
Détail du portail d'entrée.

À l'intérieur, l'iconostase a été peinte en 1851 dans un style baroque tardif par un artiste inconnu. Sur les colonnes nord et sud à côté de l'iconostase se trouvent des représentations de saint Nicolas et de saint Georges, réalisées selon la technique al secco.
Sur le parvis de l'église se trouvent les tombes de Jakov Obrenović (1767-1911) et de sa femme Đurđija et du voïvode Milan Obrenović (entre 1767 et 1780-1811) et de sa femme Stoja.

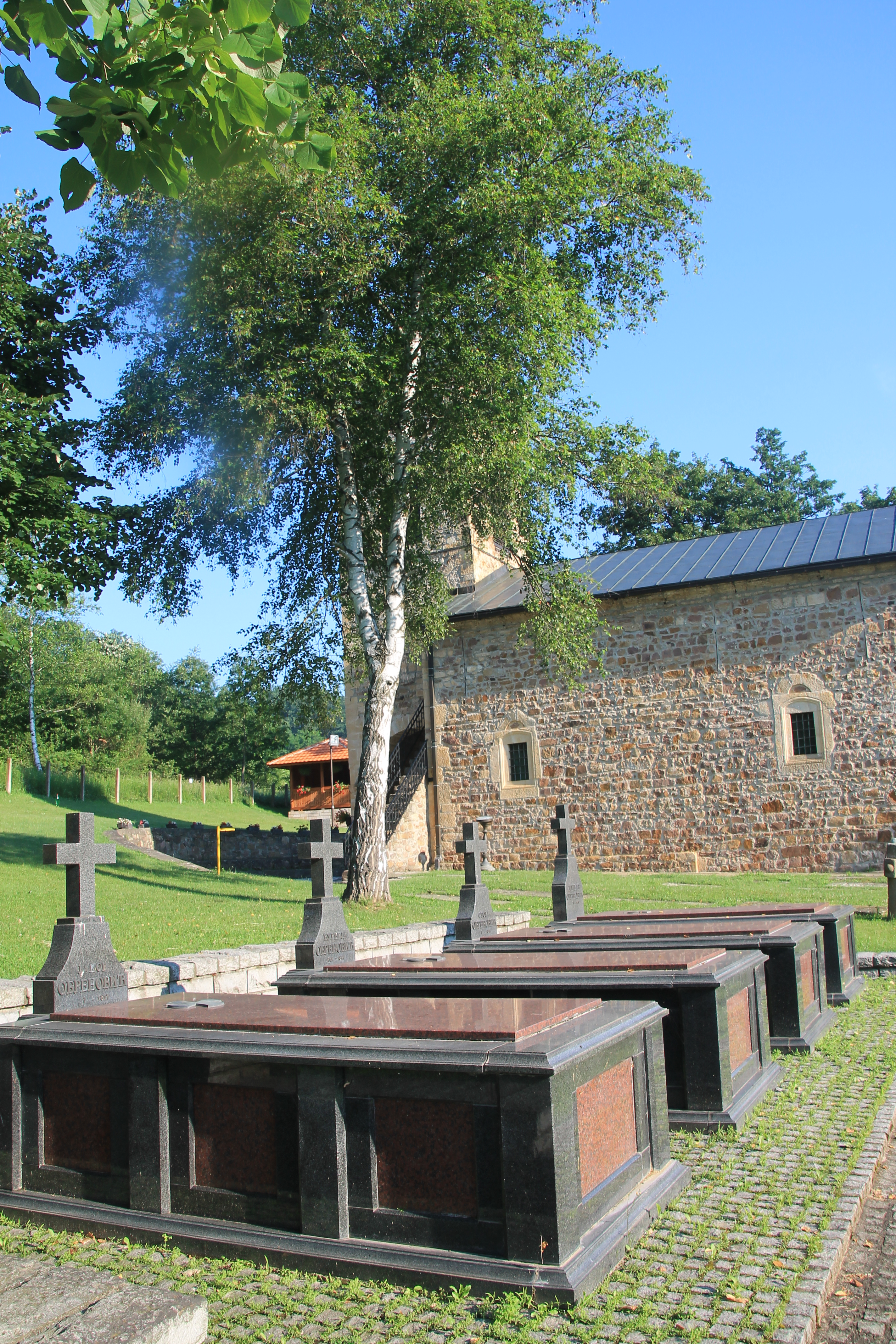
Tombes des Obrenović.